# Tribune Model A
Der Tribune Model A war ein serienreifer Prototyp der im März 1913 gegründeten Tribune Motor Company. Er war ein konventionell gebauter, fünfsitziger Tourenwagen. Bevor die geplante Serie anlaufen konnte, musste das unterkapitalisierte Unternehmen schließen.

## Umfeld
Die Tribune Motor Company wurde von Louis Gorham Hupp (1872–1961) eingerichtet, der zuvor gemeinsam mit seinem Bruder Robert Craig Hupp (1877–1931) die Hupp Motor Car Company gegründet und mit diesem wieder verlassen hatte.
Tribune-Chefingenieur wurde H. C. Lueback. Geplant war der Tribune als Assembled car, d. h. als ein aus zugekauften Komponenten konfektioniertes Auto. Der avisierte Verkaufspreis betrug 1250 US-Dollar.
Das Unternehmen überstand indes das Jahr 1913 nicht und bereits im November 1913 mietete die neu gegründete Mercury Cyclecar Company die Tribune-Fabrikanlagen. Dass die Produktion dieses Mercury schon am 15. November anlief, ist ein Indiz dafür, dass die Einrichtung für den Tribune zu diesem Zeitpunkt bereit recht vollständig gewesen sein muss. Als Hauptgrund für das Scheitern des Tribune sehen Experten eine massive Unterfinanzierung mit einem Aktienkapital von nur 10.000 Dollar.
Neuere Quellen geben 1913 als einziges Produktionsjahr an, allerdings ist in älteren Quellen die Bauzeit mit 1913 bis 1914 angegeben.

## Technik
Der Entwurf des Tribune Model A stammt von L. G. Hupp; Ingenieur Lueback war daran beteiligt. Das Fahrzeug hatte einen konventionellen Stahlrahmen mit 2946 mm Radstand. Der Buda-Vierzylindermotor hatte nach einer Quelle 4 Liter Hubraum. Eine andere nennt für 1913 4 ¼ Zoll (107,95 mm) Bohrung, 5 ½ Zoll (139,7 mm) Hub, 5114 cm³ Hubraum und für 1914 3 ¾ Zoll (95,25 mm) Bohrung, 5 ½ Zoll (139,7 mm) Hub und 3982 cm³ Hubraum. Die Leistung war für beide Motoren mit 28,9 PS nach dem N.A.C.C.-Rating angegeben.
Die fünfsitzige Tourenwagenkarosserie war modern gezeichnet mit angedeuteter Aerodynamik des Torpedoblechs (der Übergang von der Motorhaube zur Karosserie). Das Fahrzeug wog 1043 kg.